# Ophidiiformes

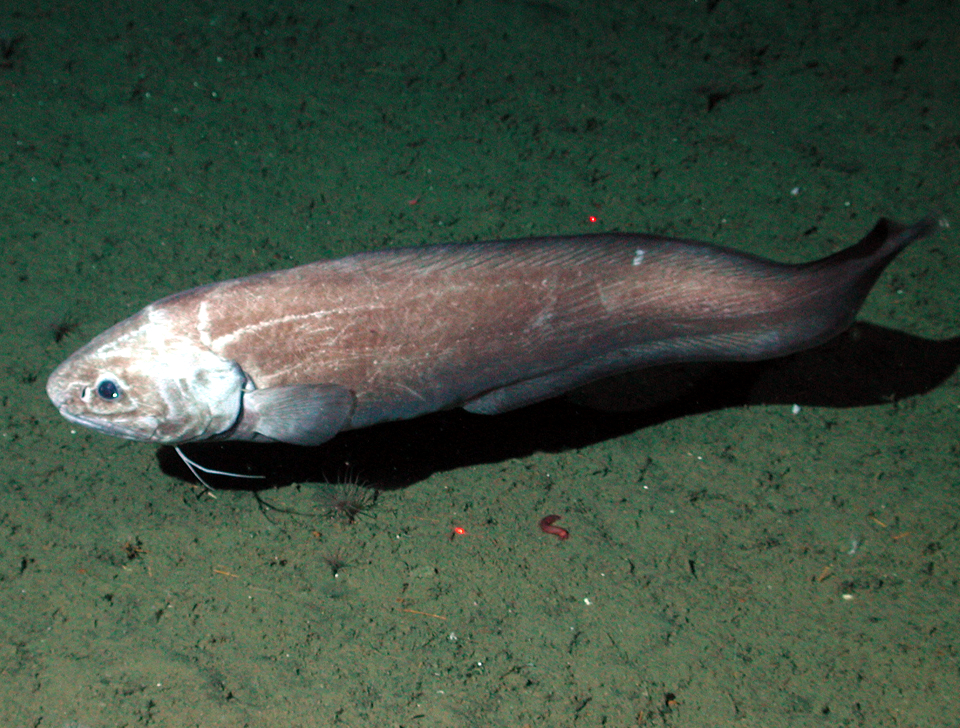
Spectrunculus grandis - fam. Ophidiidae

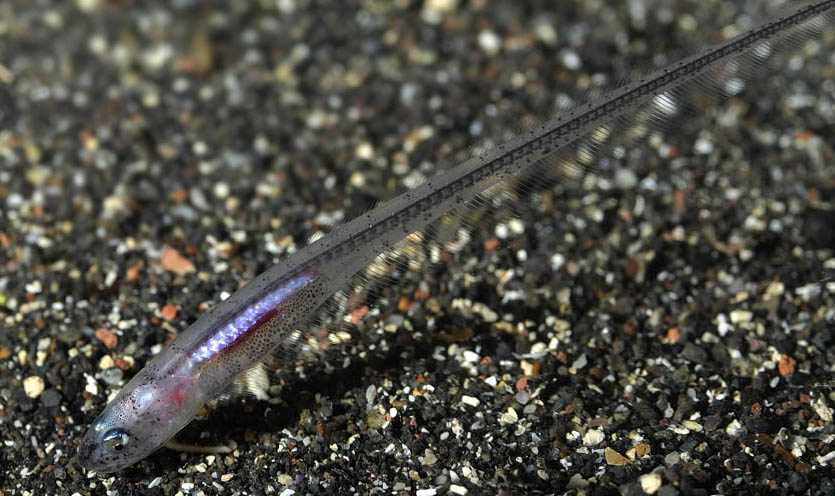
Carapus acus - fam. Carapidae

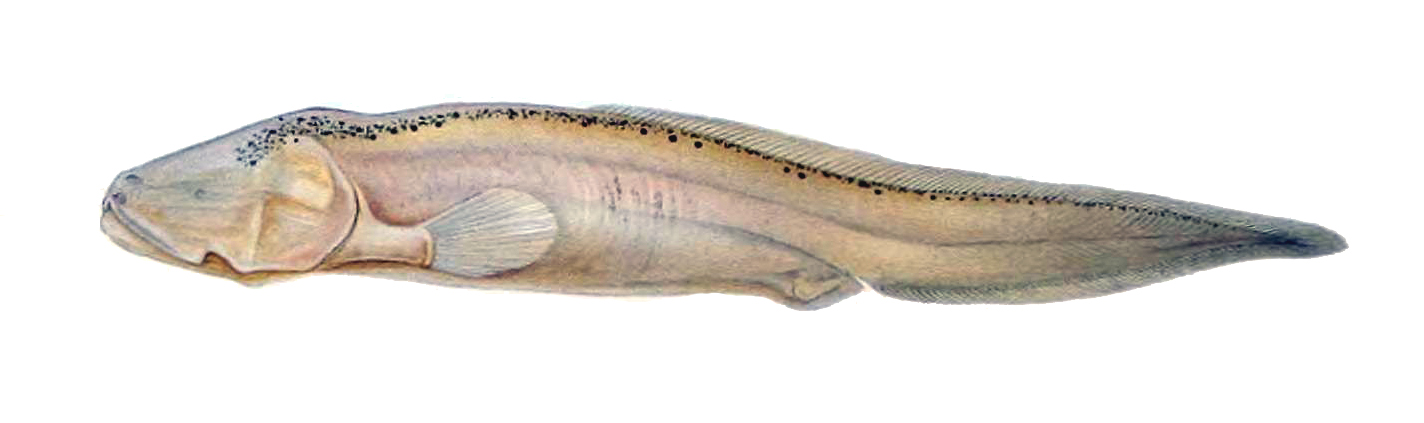
Sciadonus cryptophthalmus - fam. Aphyonidae

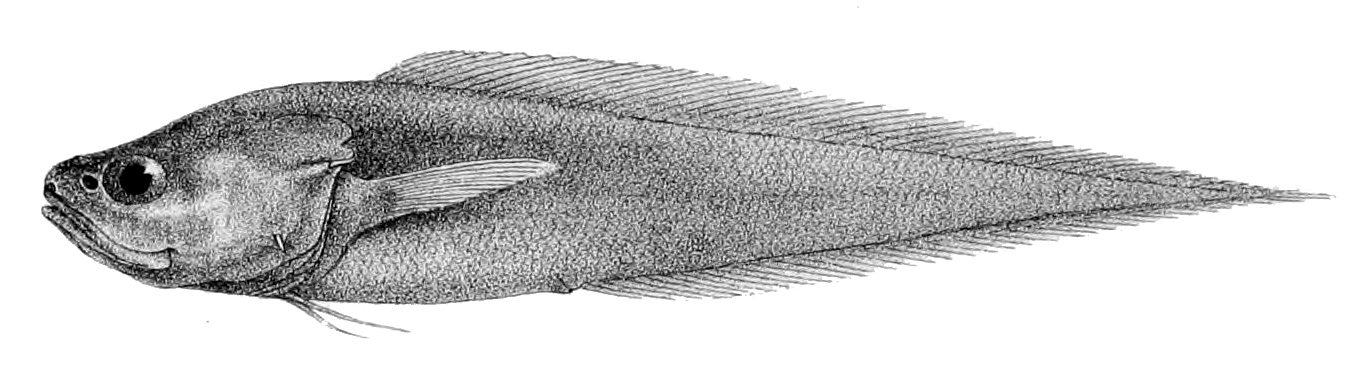
Diplacanthopoma brachysoma - fam. Bythitidae

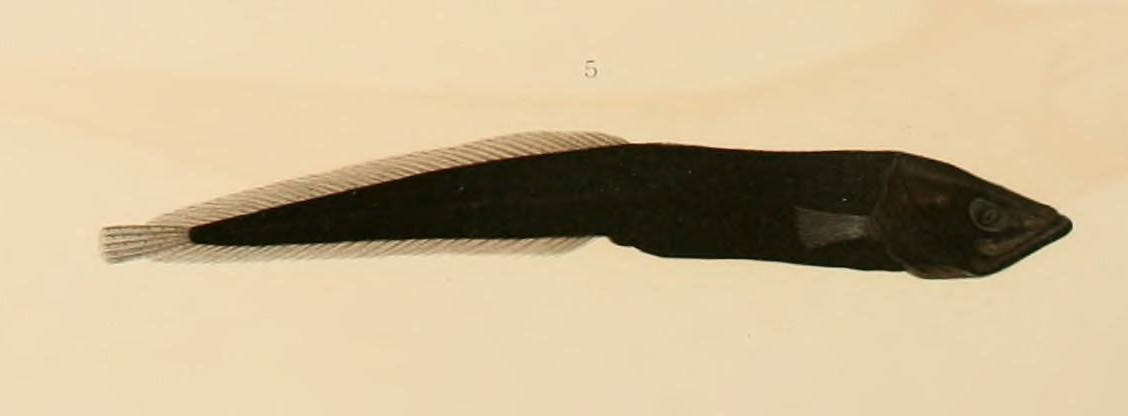
Parabrotula plagiophthalmus - fam. Parabrotulidae

Gli Ophidiiformes sono un ordine di pesci ossei.

## Distribuzione e habitat
È un ordine cosmopolita.
Nel mar Mediterraneo sono presenti undici specie:
- famiglia Bythitidae
  - Bellottia apoda
  - Cataetyx alleni
  - Cataetyx laticeps
  - Grammonus ater
- famiglia Carapidae
  - Carapus acus
  - Echiodon dentatus
  - Echiodon drummondii
- famiglia Ophidiidae
  - Benthocometes robustus
  - Ophidion barbatum
  - Ophidion rochei
  - Parophidion vassali

Quasi tutte le specie sono marine, molte di esse vivono in acque profonde ed alcuni dei pesci abissali riscontrati alle maggiori profondità appartengono a questa famiglia. Alcune specie vivono in acque dolci ed alcune sono limitate alle acque sotterranee delle grotte.

## Descrizione
In generale questi pesci hanno corpo allungato, quasi anguilliforme. Le pinne sono composte quasi esclusivamente di raggi molli. Le pinne ventrali, assenti in alcune specie, sono inserite molto avanti, talvolta sotto al mento tanto da assomigliare ed avere la funzione di barbigli. Le pinne dorsale ed anale hanno base molto lunga e in quasi tutte le specie sono unite con la pinna caudale.

## Biologia
Si tratta di specie bentoniche

### Alimentazione
Sono carnivori e si cibano di invertebrati e pesci.

### Riproduzione
Alcune specie, soprattutto di profondità, sono vivipare con fecondazione interna.

## Pesca
In generale hanno scarso interesse per la pesca anche se alcune specie di bassa profondità possono essere catturate e vendute abbastanza di frequente.

## Tassonomia
La posizione tassonomica di quest'ordine ha subito notevoli vicissitudini ed è stato a lungo considerato come sottordine dei Perciformes (Ophidioidei).

## Famiglie
- Aphyonidae
- Bythitidae
- Carapidae
- Ophidiidae
- Parabrotulidae